# Maruta de Ticrite
Maruta de Ticrite (em siríaco: ܡܪܘܬܐ ܕܬܓܪܝܬ , em árabe: ماروثا التكريتي , em latim: Marutha Tagrithesis, Xauarzaque, Império Sassânida, c. 565 - Ticrite, Império Sassânida, 2 de maio de 649) foi o Grande Metropolita do Oriente e chefe da Igreja Ortodoxa Siríaca do Oriente de 628 ou 629 até sua morte em 649. Ele é comemorado como um santo pela Igreja Ortodoxa Siríaca. Foi o primeiro mafriano, de acordo com a História Eclesiástica de Bar Hebreu. Seu título era Metropolita de Ticrite.